# 過之綱
過 之綱（か しこう、1890年 - 1957年3月）は中華民国の軍人。北京政府、国民軍、国民政府（国民革命軍）に属した。馮玉祥配下の「十三太保」の1人としても知られる。字は羨五。

## 事績
中華民国が成立した1912年（民国元年）より、馮玉祥の兵営に入隊し、軍歴を開始する。以後、馮玉祥率いる第16混成旅で昇進を重ねた。1917年（民国6年）、一時失脚していた馮玉祥の復帰を他の軍官と共に支持し、張勲討伐に従事している。1924年（民国13年）2月、陸軍第11師歩兵第22旅第44団団長に昇進する。同年9月、陸軍少将に昇進した。翌1925年（民国14年）3月、暫編陸軍第1師歩兵第2旅旅長となり、7月には陸軍中将に昇進している。1926年（民国15年）、護路司令となり、その翌年には国民革命軍第2集団軍軍官教導団団長に任ぜられた。
北伐終了後の1928年（民国17年）8月、陸軍大学特別班第1期で学ぶ。翌年10月、国民革命軍第15軍軍長となる。その後、馮玉祥に従って反蔣介石戦争に加わり、中原大戦などを戦う。しかし、馮玉祥敗北後の国民革命軍再編によりポストを喪失し、過之綱は失意の余り北平に引退した。後に陸軍大学に復学し、1931年（民国20年）10月に卒業したが、冷遇は変わらなかった。韓復榘により一時は山東省政府顧問に招聘されたものの、結局1937年（民国26年）以降は天津や北平に隠居している。1957年3月、病没。享年68。